# Lista de prêmios e indicações recebidos por Evanescence
Evanescence é uma banda de rock norte-americana, formada pela pianista, cantora e compositora Amy Lee e pelo guitarrista, compositor e ex-líder Ben Moody. Depois de gravarem e lançarem três EPs e um álbum demo, a banda começou a trabalhar em seu primeiro álbum de estúdio, o Fallen, que foi lançado em 2003 e foi o responsável pelo sucesso repentino da banda.
Após o lançamento do Fallen e seu primeiro single, "Bring Me to Life", o Evanescence ganhou dois prêmios e recebeu duas indicações para o Grammy Awards em 2004. Em 2005 a musica "My Immortal", foi indicada na categoria "Melhor Performance Pop por um Duo ou Grupo com Vocais, e em 2008 "Sweet Sacrifice" foi indicada na categoria "Melhor Performance Hard Rock".

## Prêmios de música
Abaixo estão as nomeações e os prêmios recebidos por Evanescence nas cerimônias de música.

### American Music Awards
O American Music Awards é uma cerimônia anual de entrega de prêmios, foi criada por Dick Clark em 1973.
| Ano  | Nomeação    | Categoria                  | Resultado |
| ---- | ----------- | -------------------------- | --------- |
| 2003 | Fallen      | Melhor Álbum Pop/Rock      | Indicado  |
| 2004 | Evanescence | Melhor Artista de Pop/Rock | Indicado  |
| 2004 | Evanescence | Melhor Artista             | Indicado  |

### BRIT Awards
O BRIT Awards é uma cerimônia de entrega de prêmios pela Indústria Fonográfica Britânica.
| Ano  | Nomeação    | Categoria                    | Resultado |
| ---- | ----------- | ---------------------------- | --------- |
| 2004 | Evanescence | Melhor Artista Internacional | Indicado  |

### Echo Awards
O Echo Awards é um prêmio realizado anualmente pela Academia Alemã de Áudio.
| Ano  | Nomeação    | Categoria                    | Resultado |
| ---- | ----------- | ---------------------------- | --------- |
| 2004 | Evanescence | Melhor Artista Internacional | Venceu    |

### Golden Gods Awards
É uma premiação anual realizada pela revista Revolver dedicada ao heavy metal e hard rock.
| Ano  | Nomeação    | Categoria          | Resultado |
| ---- | ----------- | ------------------ | --------- |
| 2012 | Amy Lee     | Melhor Vocalista   | Venceu    |
| 2012 | Evanescence | Álbum do Ano       | Indicado  |
| 2012 | Evanescence | Retorno do Ano     | Indicado  |
| 2012 | Evanescence | Fãs Mais Dedicados | Indicado  |

### Grammy Awards
O Grammy Awards é considerado o prêmio mais importante da indústria musical internacional, que acontece anualmente pela National Academy of Recording Arts and Sciences, honrando conquistas na arte de gravação musical e provendo suporte à comunidade da indústria musical.
| Ano  | Nomeação           | Categoria                             | Resultado |
| ---- | ------------------ | ------------------------------------- | --------- |
| 2004 | "Bring Me to Life" | Melhor Canção de Rock                 | Indicado  |
| 2004 | "Bring Me to Life" | Melhor Performance Hard Rock          | Venceu    |
| 2004 | Fallen             | Álbum do Ano                          | Indicado  |
| 2004 | Fallen             | Melhor Álbum de Rock                  | Indicado  |
| 2004 | Evanescence        | Melhor Novo Artista                   | Venceu    |
| 2005 | "My Immortal"      | Melhor Performance por Dupla ou Grupo | Indicado  |
| 2008 | "Sweet Sacrifice"  | Melhor Performance Hard Rock          | Indicado  |

### International Dance Music Awards
O International Dance Music Awards é um prêmio que acontece anualmente para premiar os melhores registos de dança, CDs, DJs, website, produtores e promotores.
| Ano  | Nomeação           | Categoria                        | Resultado |
| ---- | ------------------ | -------------------------------- | --------- |
| 2004 | "Bring Me to Life" | Melhor Dança de Rock Alternativo | Indicado  |

### Kerrang! Awards
O Kerrang! Awards é uma premiação anual de música realizada no Reino Unido, fundada pela revista Kerrang!. As performances dos artistas indicados e alguns dos prêmios de mais interesse popular são apresentados em uma cerimônia televisionada.
| Ano  | Nomeação           | Categoria                      | Resultado |
| ---- | ------------------ | ------------------------------ | --------- |
| 2003 | Evanescence        | Melhor Estreante Internacional | Venceu    |
| 2003 | "Bring Me to Life" | Melhor Single                  | Indicado  |
| 2004 | "Going Under"      | Melhor Single                  | Indicado  |
| 2012 | Evanescence        | Melhor Banda Internacional     | Indicado  |
| 2012 | Amy Lee            | Mulher Mais Sexy               | Indicado  |

### LoudwireMusic Awards
| Ano  | Nomeação        | Categoria             | Resultado |
| ---- | --------------- | --------------------- | --------- |
| 2011 | "What You Want" | Canção de Rock do Ano | Venceu    |
| 2011 | Evanescence     | Retorno do Ano        | Venceu    |
| 2011 | Evanescence     | Artista do Ano        | Indicado  |
| 2011 | Evanescence     | Álbum de Rock do Ano  | Indicado  |
| 2011 | Amy Lee         | Deusa do Rock do Ano  | Indicado  |
| 2012 | Amy Lee         | Deusa do Rock do Ano  | Venceu    |

### MTV Awards

#### MTV Video Music Awards
É uma das maiores premiações da música americana, foi criada em 1984 pela MTV de forma a enaltecer os melhores videoclipes do ano.
| Ano  | Nomeação           | Categoria            | Resultado |
| ---- | ------------------ | -------------------- | --------- |
| 2003 | Evanescence        | Melhor Novo Artista  | Indicado  |
| 2003 | "Bring Me to Life" | Melhor Vídeo de Rock | Indicado  |
| 2004 | "My Immortal"      | Melhor Vídeo de Rock | Indicado  |

#### MTV Europe Music Awards
É uma premiação anual realizada pela MTV Europe, cuja primeira edição ocorreu em 1994 afim de premiar os melhores artistas, canções e videoclipes na região da Europa.
| Ano  | Nomeação           | Categoria                         | Resultado |
| ---- | ------------------ | --------------------------------- | --------- |
| 2003 | "Bring Me to Life" | Melhor Canção                     | Indicado  |
| 2003 | Evanescence        | Melhor Grupo                      | Indicado  |
| 2003 | Evanescence        | Melhor Novo Artista               | Indicado  |
| 2006 | Evanescence        | Melhor Rock                       | Indicado  |
| 2007 | Evanescence        | Rock Out                          | Indicado  |
| 2012 | Evanescence        | Melhor Performance no World Stage | Indicado  |

#### Los Premios MTV Latinoamérica
| Ano  | Nomeação    | Categoria                         | Resultado |
| ---- | ----------- | --------------------------------- | --------- |
| 2003 | Evanescence | Melhor Novo Artista Internacional | Venceu    |
| 2003 | Evanescence | Melhor Artista Internacional      | Indicado  |
| 2004 | Evanescence | Melhor Artista Internacional      | Indicado  |
| 2007 | Evanescence | Melhor Artista Internacional      | Venceu    |

#### MTV Australia Awards
É uma premiação australiana que teve sua primeira edição em 2005, com o intuito de premiar artistas nacionais e internacionais.
| Ano  | Nomeação      | Categoria    | Resultado |
| ---- | ------------- | ------------ | --------- |
| 2007 | The Open Door | Álbum do Ano | Venceu    |

#### MTV Asia Awards
| Ano  | Nomeação    | Categoria                  | Resultado |
| ---- | ----------- | -------------------------- | --------- |
| 2004 | Evanescence | Artista Revelação Favorito | Indicado  |
| 2004 | Evanescence | Banda de Rock Favorita     | Indicado  |

#### MTV Video Music Brasil
É uma premiação anual realizada pela MTV Brasil, cuja primeira edição ocorreu em 1995 com o intuito de premiar os melhores videoclipes nacionais e internacionais através da votação de sua audiência e de um júri especializado para categorias técnicas.
| Ano  | Nomeação      | Categoria                       | Resultado |
| ---- | ------------- | ------------------------------- | --------- |
| 2004 | "My Immortal" | Melhor Videoclipe Internacional | Indicado  |

### MuchMusic Video Awards
O MuchMusic Video Awards é uma cerimônia de premiação anuais apresentados pela canadense de música de vídeo do canal MuchMusic.
| Ano  | Nomeação                    | Categoria                    | Resultado |
| ---- | --------------------------- | ---------------------------- | --------- |
| 2007 | Evanescence                 | Banda Internacional Favorita | Indicado  |
| 2007 | "Call Me When You're Sober" | Melhor Vídeo Internacional   | Venceu    |

### National Music Publishers Association
| Ano  | Nomeação | Categoria         | Resultado |
| ---- | -------- | ----------------- | --------- |
| 2008 | Amy Lee  | Melhor Compositor | Venceu    |

### NME Awards
| Ano  | Nomeação | Categoria        | Resultado |
| ---- | -------- | ---------------- | --------- |
| 2013 | Amy Lee  | Mulher Mais Sexy | Venceu    |

### NRJ Music Awards
O NRJ Music Awards foi criado em 2000 pela rádio NRJ em parceria com o canal de televisão TF1. A cerimônia acontece anualmente em meados de janeiro em Cannes.
| Ano  | Nomeação                    | Categoria                              | Resultado |
| ---- | --------------------------- | -------------------------------------- | --------- |
| 2004 | Evanescence                 | Melhor Artista Revelação Internacional | Venceu    |
| 2007 | Evanescence                 | Melhor Banda Internacional do Ano      | Venceu    |
| 2007 | The Open Door               | Melhor Álbum Internacional             | Indicado  |
| 2007 | "Call Me When You're Sober" | Vídeo do Ano                           | Indicado  |
| 2007 | Evanescence                 | Melhor Banda Internacional             | Venceu    |

### Teen Choice Awards
O Teen Choice Awards é uma cerimônia anual realizada pela FOX, desde 1999. O programa homenageia as maiores realizações do ano nas áreas da música, cinema, desporto e televisão.
| Ano  | Nomeação           | Categoria             | Resultado |
| ---- | ------------------ | --------------------- | --------- |
| 2003 | "Bring Me to Life" | Melhor Canção de Rock | Venceu    |
| 2004 | Evanescence        | Melhor Banda de Rock  | Venceu    |

### World Music Awards
O World Music Awards, fundado em 1989 é uma cerimônia anual, que reconhece artistas da indústria musical, baseados na sua popularidade, vendas mundiais, desde que tais vendas sejam reconhecidas pelas editoras e pela Federação Internacional da Indústria Fonográfica (IFPI).
| Ano  | Nomeação    | Categoria              | Resultado |
| ---- | ----------- | ---------------------- | --------- |
| 2004 | Evanescence | Melhor Artista de Rock | Venceu    |